# Örshausen
Örshausen ist ein Vorwerk und Ortsteil von Mengershausen in der Gemeinde Rosdorf, Landkreis Göttingen in Niedersachsen.

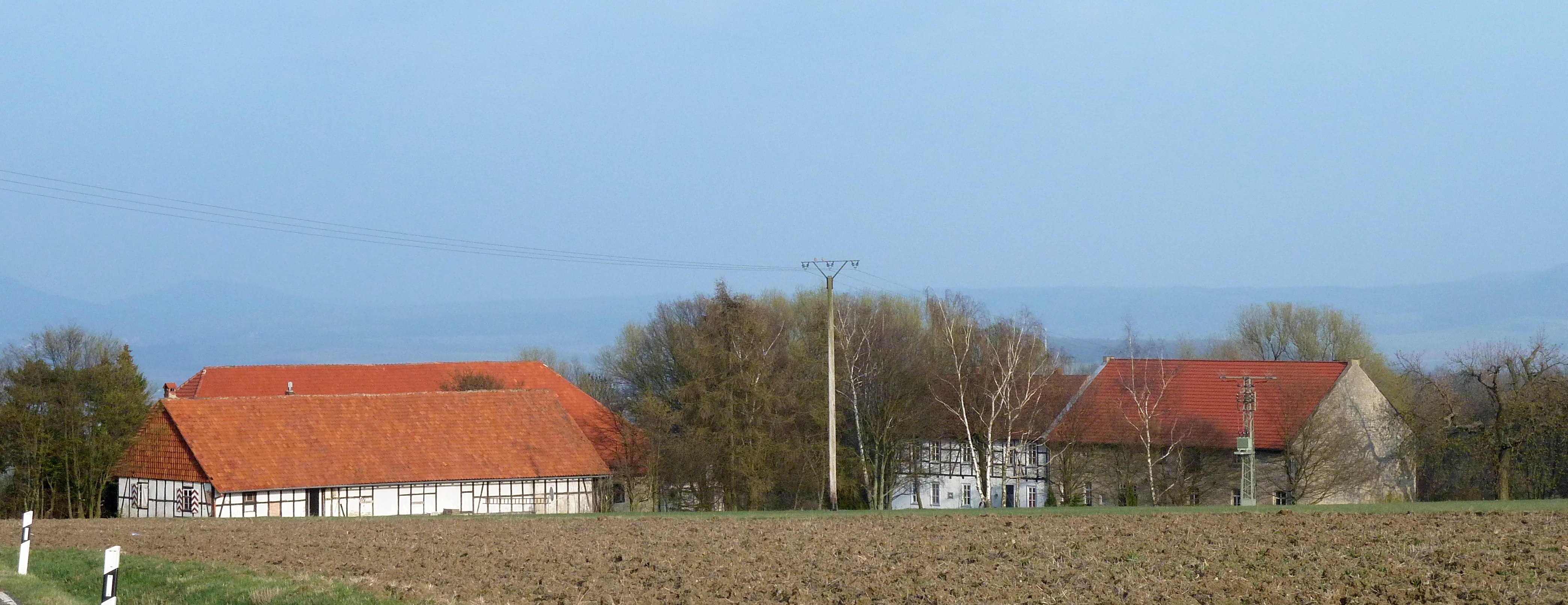
Westansicht des Vorwerks Örshausen

## Lage
Örshausen liegt westlich oberhalb des westlichen Göttinger Leinegrabens auf einer Höhe von 300 m ü. NN. Die Kreisstraße 32 verbindet den Ort mit dem südwestlich gelegenen Jühnde und den östlich und nordöstliche gelegenen Orten Lemshausen und Mengershausen. Die nächstgelegene Siedlung ist das 800 Meter westlich gelegene Vorwerk Heißental.

## Geschichte
Die erste schriftliche Erwähnung Örshausens ist in der Vita Meinwerci aus der Zeit 1015–36 unter der Bezeichnung Osdaghusun überliefert. Eine ältere Erwähnung eines Ortes Othdereshusen aus der Zeit der Jahrtausendwende wird heute als wahrscheinlich auf Öhrsen im Landkreis Hameln-Pyrmont bezogen angesehen. Wahrscheinlich um die Jahrhundertwende des 14. zum 15. Jahrhundert wurde das Dorf zumindest großenteils aufgegeben, denn im Jahr 1429 wird der Ort als Wüstung bezeichnet (wostenighe Oydershusen), während der 1370 genannte Kaplan des Klosters Mariengarten Cord Beyrmann nach späteren Angaben auch der letzte Priester des Ortes Odirshusen gewesen sein soll. 1377 wird Oidirshusen als Vorwerk des Klosters Mariengarten genannt. Auch das Kloster Hilwartshausen hatte ein Vorwerk mit Land, Zehntrechten und Gebäuden in Örshausen, das es jedoch 1531 an das Kloster Mariengarten verkaufte. Mitte des 16. Jahrhunderts gehörte das Dorf den Braunschweiger Herzögen, die durch das Amt Friedland vertreten wurden; im späteren 16. und frühen 17. Jahrhundert verlehnten die Herzöge von Braunschweig Land zu Odeshausen/Odagshausen an die Mitglieder der Familien von Bodenhausen und von Adelebsen, seit dem Ende des 16. Jahrhunderts wurde der Ort jeweils als Wüstung bezeichnet. Schließlich erwarben 1674 die Freiherren Grote die Wüstung. Seitdem war Örshausen ein Vorwerk der Burg Jühnde, auf einer Karte des Jahres 1705 ist noch oder wieder ein Vorwerk verzeichnet. Örshausen gehörte nun zum Adeligen Gericht, später zur Gemeinde Jühnde. Aufgrund des Gesetzes zur Neugliederung der Gemeinden im Raum Göttingen vom 20. November 1972 wurde Örshausen dann der neu gebildeten Großgemeinde Rosdorf zugeordnet.

## Namensänderungen
Die Namensüberlieferung des Ortes ist nicht einheitlich. Erschwert wird die Bewertung dadurch, dass die Zuordnung mancher Nennungen zu Örshausen nicht sicher sind. Einige der in der Literatur mindestens teilweise auf Örshausen bezogenen Namensformen sind:
- 1015–36 Osdaghusun

- 1223, vor 1248: Oderikeshusen

- 1271: Oderekshusen

- 1313: Oderekeshusen

- 1318: Oderickeshus

- 1322, 1353: Osdageshusen

- 1327: Oyershusen

- 1329: Olderikeshusen

- 1331–34: Oyderikeshusen

- 1347, 1369: Oderikeshusen

- 1370: Odirshusen

- 1414, 1590: Odeshusen

- 1429, 1477: Oydershusen

- 1479: Oßdagheshußen

- 1490: Odelshusen

- 1519/20: Oyßdagehusen alias Overshusen

- 1529–1531: Ogershusen

- 1531: Endershusen

- 1542: Oideshusen

- 1550: Oershusen

- 1559: Overnhusen

- 1571: Odershausen

- 1576–1609: Odeshausen

- 1674: Odagshausen

- 1784: Auershausen

Der Ortsname mit der Endung -hausen wird auf den sächsischen Personennamen Osdag zurückgeführt.